# 月のかたち
『月のかたち』（つきのかたち）は、日本テレビの火曜サスペンス劇場で放送された作品。1998年5月5日に放送された。第36回ギャラクシー賞奨励賞及び日本民間放送連盟賞優秀賞を受賞した。制作・著作はユニオン映画である。

## あらすじ
時効を直前に迎えた犯人と被害者の女性を描いたサスペンスドラマ。

## 主な出演者
- 筒井（吉村）杏子…大竹しのぶ
- 中上修…内野聖陽
- 平出安雄…織本順吉
- 時田秀夫…菊池隆則
- 谷刑事…大杉漣
- 諸岡茂…西凛太朗
- 近藤課長…佐々木勝彦
- 橋本刑事…松田朗
- 中上みどり…寺田千穂
- 高橋克実
- 田根楽子
- 堀部隆一
- 福沢まりえ
- 渡辺寛二
- 野沢由香里
- 加藤満

## スタッフ
- 制作…日本テレビ
- 企画…長富忠裕（日本テレビ）
- プロデューサー…佐光千尋（日本テレビ）、川村庄子（ユニオン映画）
- 脚本…宇山圭子、当摩寿史
- 音楽…佐藤允彦
- 撮影…野口幸三郎
- 照明…三ヶ尻進
- 録音…中村豊二
- ＶＥ…足助学
- テーマ曲…「横顔」 作詞・作曲…辛島美登里 編曲…十川知司 唄…酒井法子
- 音楽協力…日本テレビ音楽
- 監督…当摩寿史
- 製作・著作…ユニオン映画